# Parinari romeroi
Parinari romeroi también conocido como ambure  es un árbol de la familia Chrysobalanaceae. Su altura es de  aproximadamente 35 m . Se encuentra en bosques inundables del  pacífico colombiano.  Su madera es de uso comercial  por lo que se  encuentra en  vía de extinción. Tanto así que según  estimaciones la población de esta especie se ha visto reducida en un 30 % en tan solo 100 años.